# An Affair of Three Nations
An Affair of Three Nations er en amerikansk stumfilm fra 1915 af Arnold Daly og Ashley Miller.

## Medvirkende
- Arnold Daly som Ashton-Kirk.
- Sheldon Lewis som Dr. Morse.
- William Harrigan som Phillip Warwick.
- Charles Laite som Pendleton.
- Charles Kraus som Drevenoff.